# Пентин, Юрий Андреевич
Пентин Юрий Андреевич (20 апреля 1926 года, Пермь, СССР — 7 июля 2021 года, Москва, Россия) — советский и российский химик, участник Великой Отечественной войны, доктор химических наук (1965), профессор (1970), заведующий кафедры физической химии Химического факультета МГУ имени М. В. Ломоносова (1981—1994), заслуженный профессор МГУ (1994).

## Биография
Юрий Андреевич родился в Перми в 1926 году. Отец, Андрей Георгиевич Пентин, работал хирургом, а мама учителем начальной школы. В 1930 году семья переехала в поселок Верещагино Пермской области, позже родители будущего ученого развелись, и он с матерью в 1935 году переехал в Свердловск. В 1941 году окончил курсы трактористов и начинает работу на Иркутской МТС. В 1943 году переезжает вместе с семьей в Ирбит, где экстерном заканчивает среднюю школу и там же записывается добровольцем в армию.

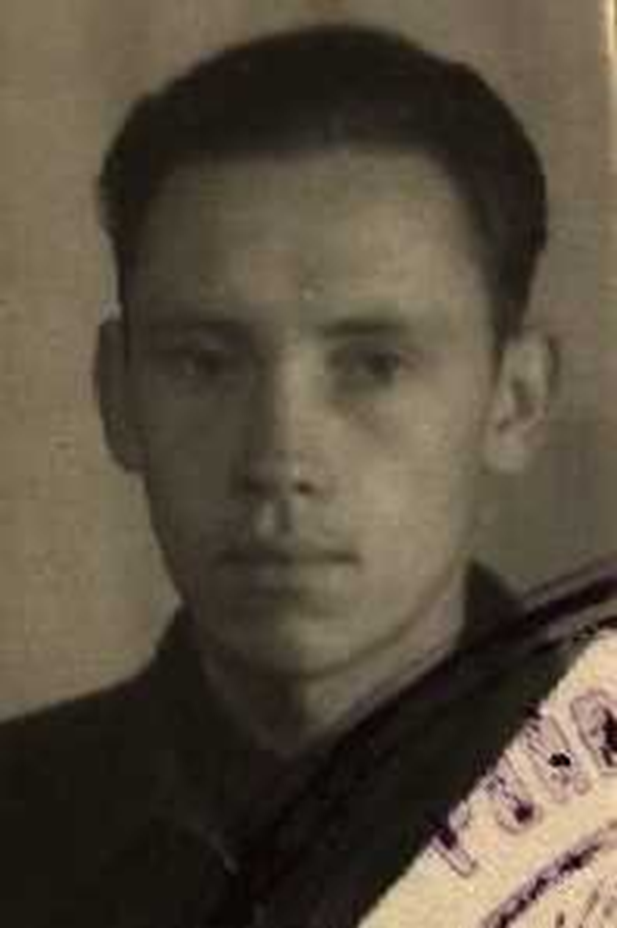
Пентин Юрий Андреевич в армии

Поступил в Смоленское артиллерийское училище, был переведен в Чкаловское училище зенитной артиллерии, которое окончил весной 1944 года в звании младшего лейтенанта. При распределении попал на 4-й Украинский фронт, был командиром зенитно-артиллерийского взвода, участвовал в военных действиях. Боевой путь Юрия Андреевича проходил через Украину, Венгрию, Австрию и Чехословакию. Война для будущего ученого закончилась в Праге. 
В 1947 году поступил без экзаменов на Химический факультет МГУ. Защитил дипломную работу под руководством Татевского В.М., выполнял ее в Ленинградском государственном оптическом институте (ГОИ), в котором проектировались спектральные приборы для МГУ. В 1952 году окончил химический факультет с отличием, продолжил учебу в аспирантуре в лаборатории молекулярной спектроскопии. В 1955 г. Защитил кандидатскую диссертацию на тему «Исследование поворотной изометрии некоторых галогенпроизводных углеводородов спектроскопическими методами»
После окончания аспирантуры при распределении попал в НИИ атомной промышленности, где проработал 3 года. В 1958 году возвращается на Химический факультет МГУ на должность старшего научного сотрудника кафедры физической химии. В 1965 году защищает докторскую диссертацию на тему «Спектроскопическое исследование строения молекул и равновесий молекулярных форм органических соединений», в 1970 г. Ю.А. Пентин избран профессором кафедры. В период с 1981 по 1994 год являлся заведующим кафедрой физической химии, а в 1988–1996 гг. заведовал лабораторией молекулярной спектроскопии.
Ушёл из жизни 7 июля 2021 года.

## Научные интересы
Юрий Андреевич Пентин внёс огромный вклад в фундаментальное развитие физической химии, строения вещества и молекулярной спектроскопии. Под его руководством были организованы спектроскопические исследования равновесий молекулярных форм (таутомерных и конформационных) для различных классов органических соединений с использованием новых методов экспериментальной техники. Также были проведены обширные исследования органических и элементорганических соединений, результаты которых нашли широкое практическое применение.
Одним из первых количественно определил разности энергии конформеров и оценил влияние внутри- и межмолекулярных взаимодействий на конформационные и таутомерные равновесия, ставшие классическими в этой области. Совместно с многочисленными учениками установил физико-химические основы современной теоретической стереохимии, в частности конформационного анализа, и внес существенный вклад в развитие экспериментальных методик колебательной спектроскопии (ИК и КР). При сотрудничестве с кафедрой математики физического факультета МГУ научной группой Ю. А. Пентина были созданы устойчивые численные методы решения обратных задач молекулярной спектроскопии на основе развития теории регуляризации нелинейных некорректных задач.
Результатом плодотворной научной деятельности Юрия Андреевича стали более 450 научных работ в авторитетных научных изданиях.

## Педагогическая деятельность
Под руководством Ю. А. Пентина было выполнено свыше 80 дипломных работ и защищено 30 кандидатских диссертаций, а пятеро его учеников стали докторами наук. Представители крупной научной школы Ю. А. Пентина работают в различных регионах России и в нескольких других странах. Более 40 лет читал в МГУ курсы «Физические методы исследования в химии», «Строение и спектры молекул». Выступал с приглашенными лекциями во многих университетах не только в России, но и по всему миру.

## Общественно-организационная деятельность
В 1982—2001 гг. Ю. А. Пентин являлся председателем Совета по защитам докторских диссертаций. Являлся членом следующих организаций:
- Экспертный совет ВАК
- Секция химии и химической технологии Госкомитета по Ленинским и Государственным премиям в области науки и техники при Совмине СССР
- Научный совет АН СССР
- Научный совет Минвуза

А также являлся членом множества редакционных советов, был председателем или членом организационных комитетов множества Всесоюзных научных и учебно-методических конференций. С 1982 по 2021 год Ю. А. Пентин входил в состав редколлегии Журнала физической химии РАН (до 1996 г. заместитель главного редактора).

## Основные труды
Учебные пособия
- «Вращательная изомерия молекул» (1969 г.)
- «Расчет колебаний молекул» (1977 г., совместно с Г. С. Коптевым)
- «Физические методы исследования в химии» (1987 и 1989 гг., совместно с Л. В. Вилковым)
- «Основы молекулярной спектроскопии» (2008 г., совместно с Г. М. Курамшиной)

Монографии
- «Обратные задачи колебательной спектроскопии» (1993 г., совместно с И. В. Кочиковым, Г. М. Курамшиной, А. Г. Яголой)
- «Inverse Problems of Vibrational Spectroscopy»(1999, A.G. Yagola, I.V. Kochikov, G.M. Kuramshina, Yu.A. Pentin, 1999, VSP, Zeist, The Netherlands).

## Почести и награды
За мужество и героизм, проявленные в боях, Юрий Андреевич награждён орденом Красной Звезды (1945), орденом Великой Отечественной войны II степени (1985), медалью «За взятие Вены» (1945), медалью «За победу над Германией в Великой Отечественной войне 1941—1945 гг.» (1945).
За научные достижения и успехи в деле подготовки научных и педагогических кадров химиков Ю.А.Пентин награжден орденами Дружбы (1996) и Почета (2004), Знаком Минвуза СССР «За отличные успехи в работе», медалями «За доблестный труд», «Ветеран труда», Почетной грамотой Президиума Верховного Совета РСФСР и удостоен почетных званий Заслуженного деятеля науки РСФСР (1980) и Заслуженного профессора Московского университета. В 2021 году за многолетнюю плодотворную научно-педагогическую деятельность во благо Московского университета и в связи с 95-летием Юрию Андреевичу была объявлена благодарность ректора МГУ.